# 印第安纳州参议院
印第安纳州参议院（英語：Indiana State Senate）是美国印第安纳总议会的上議院，共有50名參议员，每届任期4年，每兩年改選半數議席。参议院议长由副州長兼任，議長不在時則由臨時議長代為執行職務。现任参议院议长为共和黨籍的蘇珊·克勞奇。